# Bundeswehrkrankenhaus Hamm

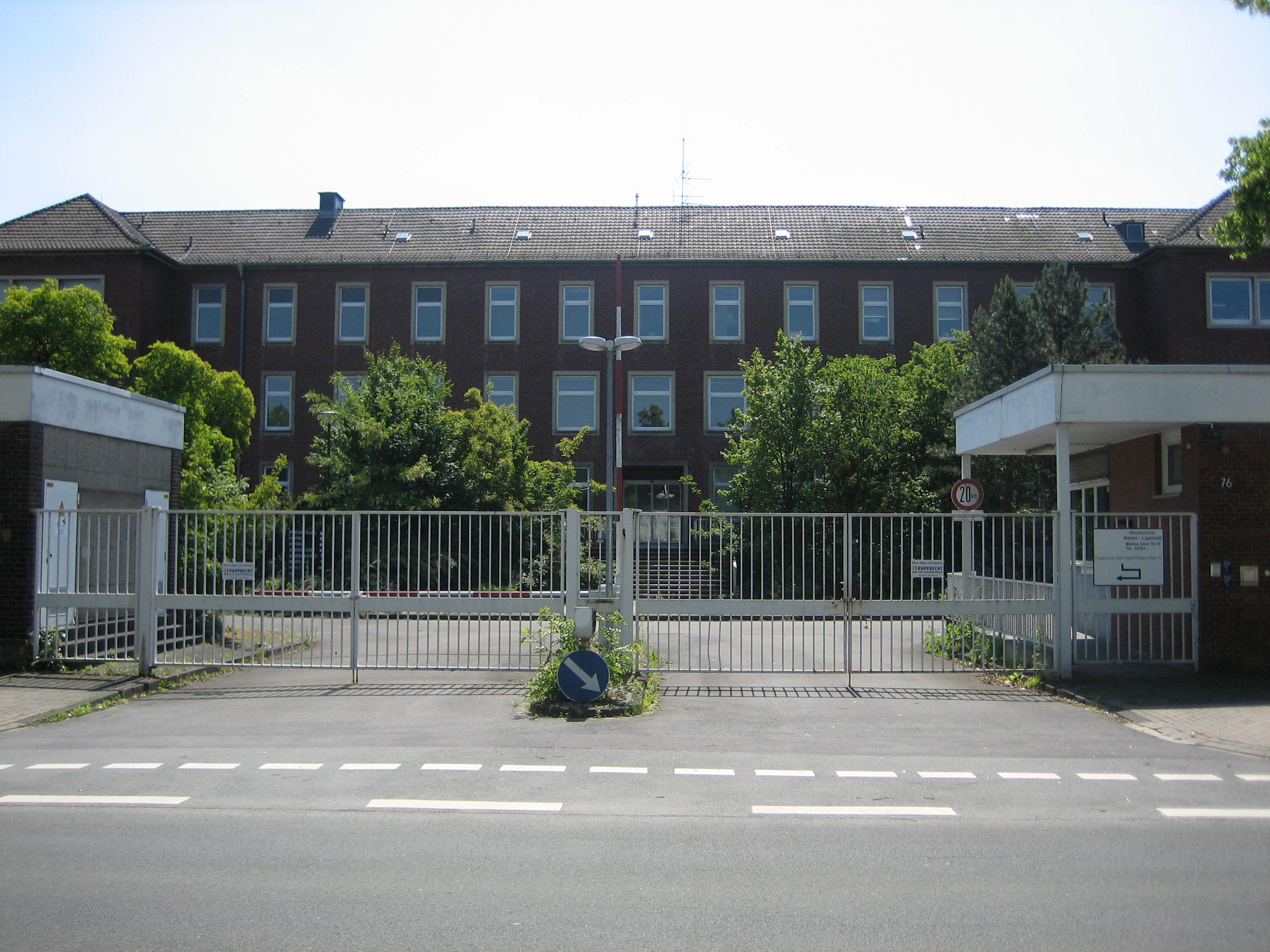
Eingang zum BWK-Hamm

Campus der Hochschule

Das Bundeswehrkrankenhaus Hamm war eines von ehemals 15 Bundeswehrkrankenhäusern, existierte als Dienststelle von 1967 bis 2007 und befand sich an der Marker Allee 76 in Hamm.

## Geschichte
Nachdem die Wehrmacht 1934, zu Beginn der Aufrüstung, große Kasernengebäude in Hamm errichtet hatte, fehlte zur Abrundung der Garnison noch ein Lazarett, das 1938 fertiggestellt wurde. Nachdem das Krankenhaus die Bombennächte in Hamm gut überstanden hatte, wurden nach dem Krieg vor allem ehemalige sowjetische Kriegsgefangene dort behandelt.
Ende 1945 pachtete die Kirchengemeinde St. Agnes das Krankenhaus als Übergangslösung und richtete dort das St.-Marien-Hospital II mit 400 Betten ein, weil die beiden innerstädtischen Krankenhäuser wegen Kriegsschäden nicht nutzbar waren. Doch 1958 kündigte die Gemeinde den Pachtvertrag. Die vakanten Gebäude übernahm daraufhin die neugegründete Bundeswehr 1960. Die hatte bereits zuvor die gegenüberliegende Paracelsuskaserne für das Sanitätsbataillon 7, später Sanitätsregiment 22 bezogen. Nach einer gründlichen Renovierung wurde das Bundeswehrkrankenhaus-Hamm 1967 eröffnet.
Nach der Wiedervereinigung und der damit vereinbarten Truppenreduzierung wurde auch das Bundeswehrkrankenhaus in Hamm obsolet. Am 30. Juni 2007 wurde das Krankenhaus geschlossen. Im Dezember 2010 begann der Abriss des Gebäudes. An seiner Stelle befindet sich seit 2014 der Hammer Campus der Hochschule Hamm-Lippstadt.